# Курянівська липа
Куряні́вська ли́па — вікове дерево, ботанічна пам'ятка природи місцевого значення в Україні.

## Розташування
Зростає в селі Куряни Тернопільського району Тернопільської області на південно-західному схилі парку в садибі контори селянської спілки імені Б. Хмельницького.

## Пам'ятка
Оголошена об'єктом природно-заповідного фонду рішенням виконкому Тернопільської обласної ради від 19 листопада 1984 № 320. Початкова назва — «Вікова липа», офіційно перейменована на «Курянівська липа» рішенням № 75 другої сесії Тернопільської обласної ради шостого скликання від 10 лютого 2016 року.
Перебуває у віданні селянської спілки імені Б. Хмельницького.

## Характеристика
Площа — 0,03 га.
Під охороною — липа серцелиста віком 200 р. та діаметром 120 см, що має науково-пізнавальну, історико-культурну та естетичну цінність; залишилася від старовинного парку.